# شارلين دي كارفاليو هاينكن
شارلين دي كارفاليو هاينكن (بالهولندية: Charlene de Carvalho-Heineken)‏ (من مواليد 30 يونيو 1954) هي سيدة أعمال هولندية -إنكليزية وتمتلك نسبة 25٪ من أسهم ثاني أكبر شركة لتصنيع البيرة في العالم، شركة هاينكن الدولية. تعتبر شارلين واحدة من أغنى النساء في المملكة المتحدة، حيث بلغت صافي ثروتها 15.4 مليار دولار أمريكي اعتبارًا من أكتوبر 2017، وفقًا لمجلة فوربس.
وُلدت شارلين هاينكن في 30 يونيو 1954، لفريدي هاينكن رجل الصناعة الهولندي، ولوسيل كومينز وهي أمريكية من عائلة في كنتاكي عملت في مجال تقطير ويسكي بوربون. حصلت شارلين على الماجستير من جامعة رينلاندز ليكيم فاسانر، تلتها شهادة في القانون من جامعة ليدن.

## حياتها المهنية
تمتلك شارلين حصة 25٪ في شركة هاينكن الهولندية لصناعة البيرة، كما تشغل أيضًا منصب المديرة التنفيذية.

## حياتها الشخصية
تزوّجت شارلين من ميشيل دي كارفاليو، ممول ومديرمجموعة سيتي غروب، الذي التقت به في عطلة تزلج في سانت موريتز بسويسرا. يعمل زوجها كعضو في مجلس الإشراف على شركة هاينكين، ويُقيمون في لندن مع أطفالهم الخمسة. [1]
عند وفاة والدها في عام 2002، ورثت شارلين عننه 3 مليارات جنيه استرليني، مما يجعلها أغنى شخص يحمل الجنسية الهولندية. وفي عام 2013 ، صنفت قائمة «صنداي تايمز للأغنياء» كأغنى عاشر شخص في المملكة المتحدة بثروة تقدر بـ 7 مليارات جنيه إسترليني.